# كالاموس (ويسكونسن)
كالاموس (بالإنجليزية: Calamus, Wisconsin)‏ هي بلدة تقع بولاية ويسكونسن في الولايات المتحدة. تبلغ مساحتها 94.7 (كم²)، وترتفع عن سطح البحر 270 م، بلغ عدد سكانها 1005 نسمة في عام 2000 حسب إحصاء مكتب تعداد الولايات المتحدة وتصل الكثافة السكانية فيها 10.8 نسمة/كم2.

## وصلات خارجية
- Town of Calamus, Dodge County, Wisconsin
- The US50 - Cities and Towns in Wisconsin State
- Wisconsin Cities and Towns, Facts, Map, Flag, Colleges, Government, and More